# Terillos von Himera
Terillos (altgriechisch Τήριλλος Tḗrillos) war ein Tyrann der griechischen Stadt Himera auf Sizilien im 5. Jahrhundert v. Chr.
Als er 483 v. Chr. durch Theron, den Tyrannen von Akragas, aus Himera vertrieben wurde, rief er die Karthager zu Hilfe. Diese rüsteten daraufhin eine große Streitmacht aus, landeten 480 v. Chr. in Panormos und marschierten unter der Führung des Hamilkar, des Sufeten von Karthago, und des Terillos gegen Himera, wo sie in der Schlacht bei Himera eine vernichtende Niederlage erlitten.